# چارنا وودا
چارنا وودا (به لاتین: Czarna Woda، تلفظ: [ˈt͡ʂarna--ˈvɔda]) یک شهرک در لهستان است که در شهرستان استاروگارد واقع شده‌است.

## خصوصیات
چارنا وودا ۲۷٫۷۵ کیلومترمربع مساحت و ۳٬۱۸۲ نفر جمعیت دارد.

## نگارخانه

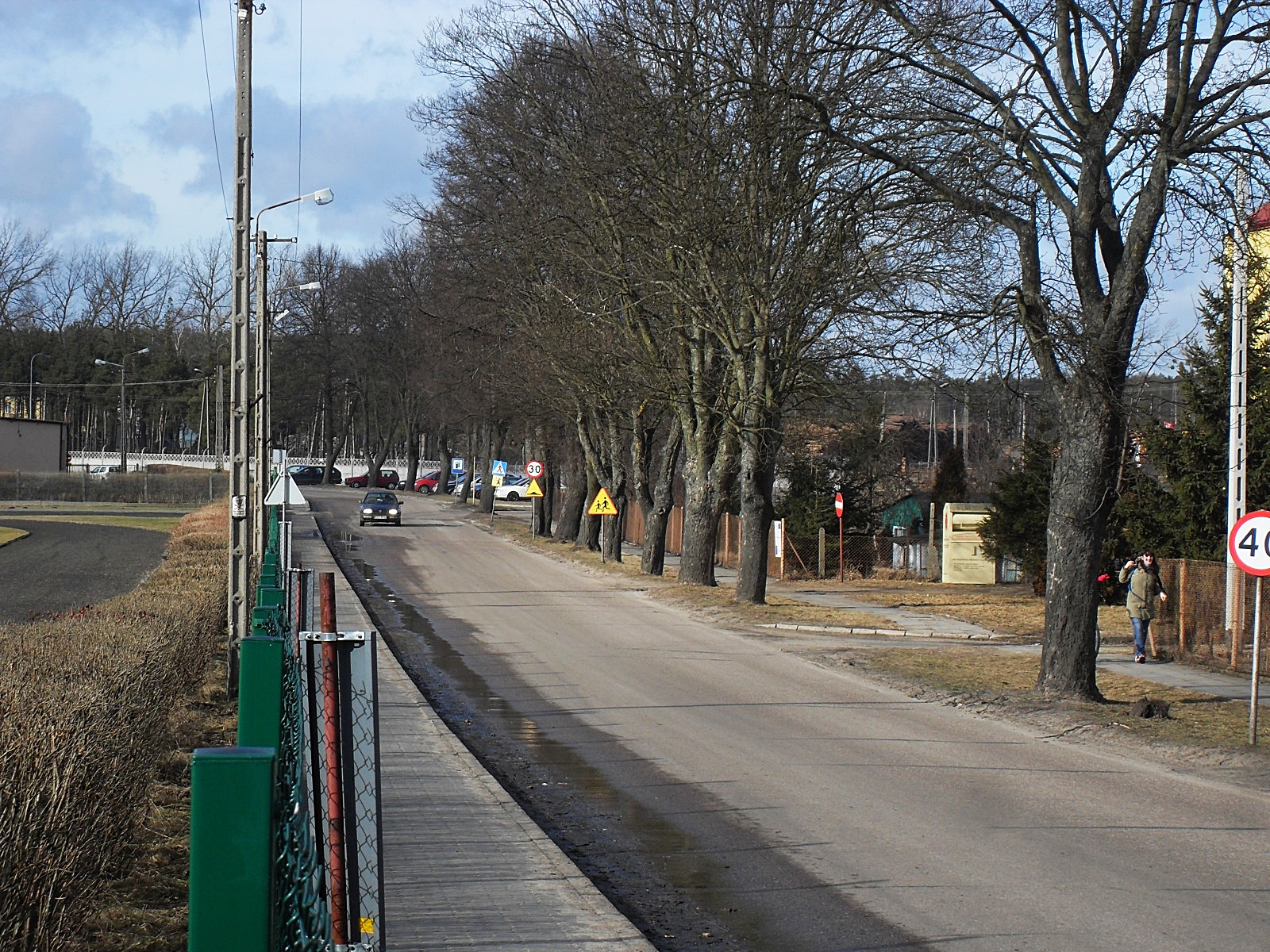
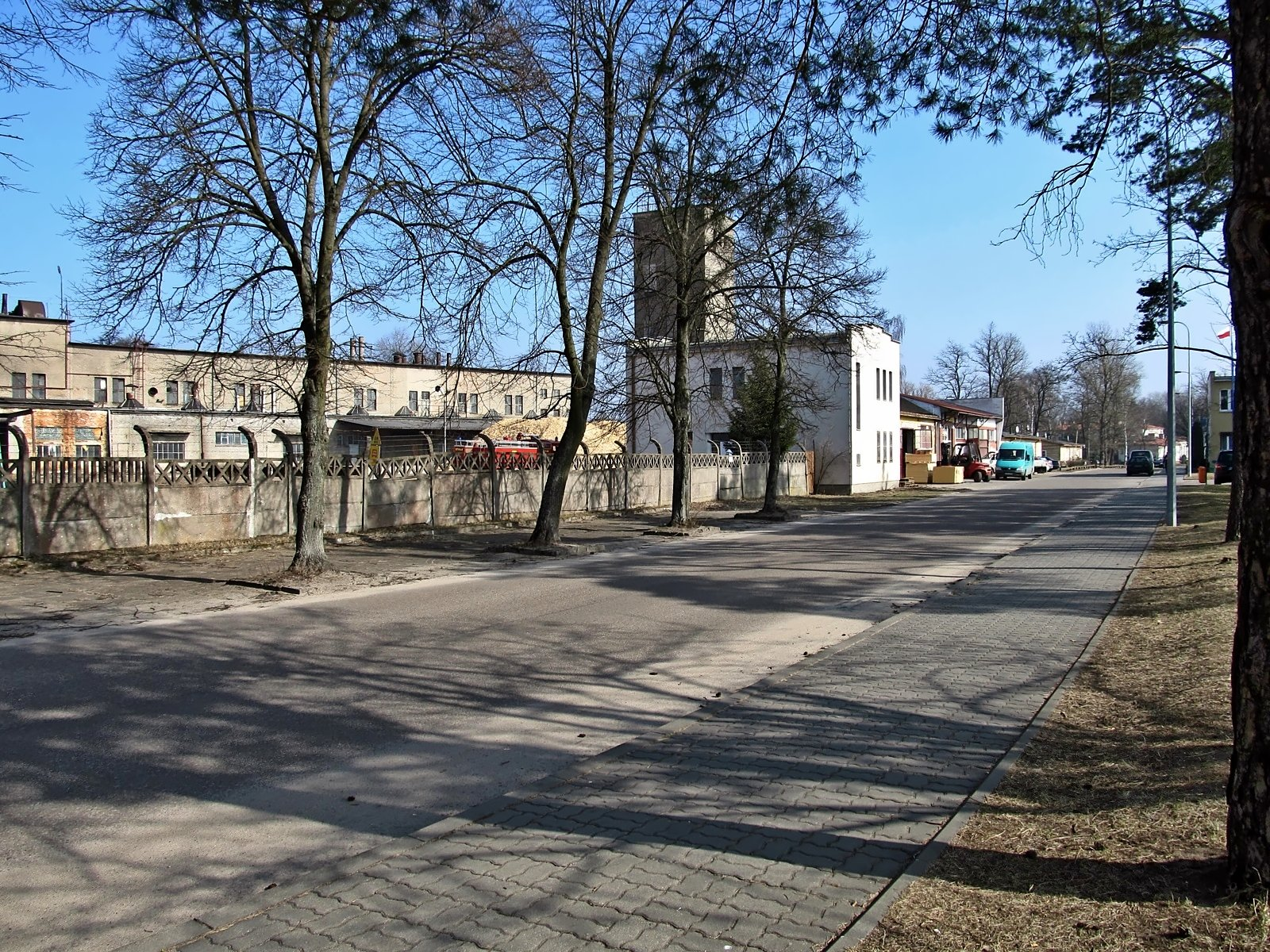
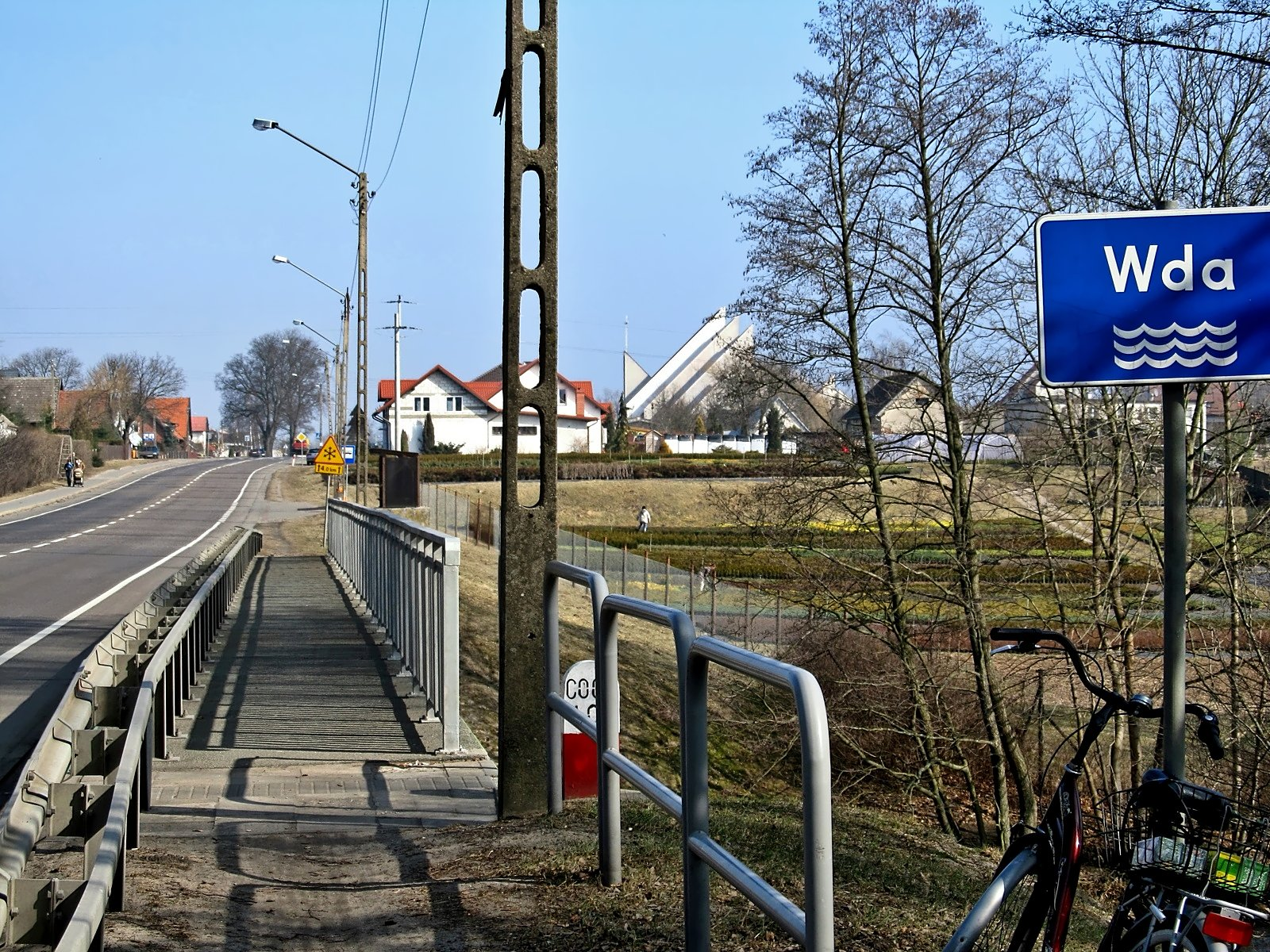
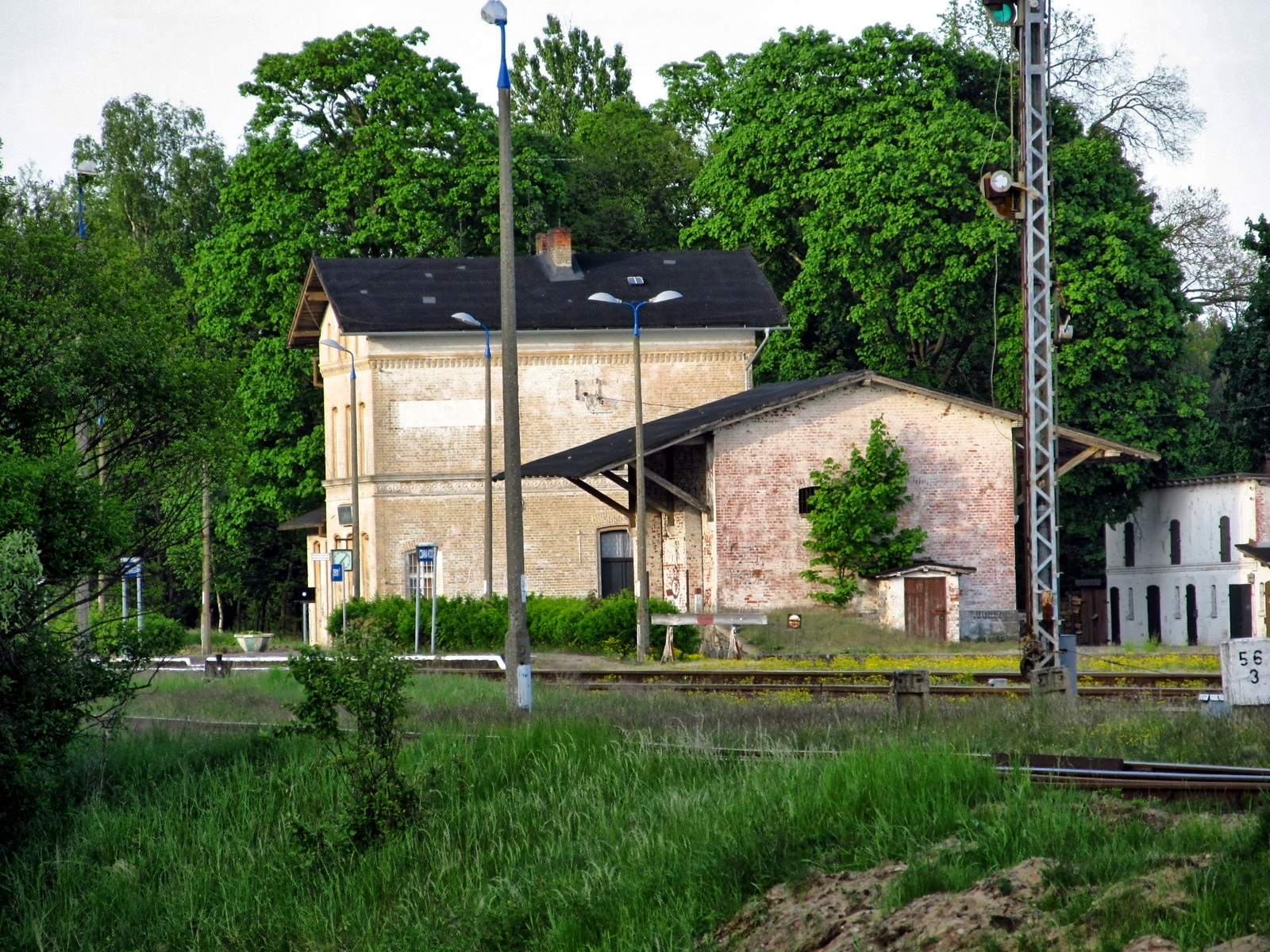